# Henryk Kempa
Henryk Kempa (ur. 6 lutego 1936 w Trzaskach koło Krotoszyna, zm. 23 września 2004) – działacz PZPR, członek władz lokalnych w Gorzowie Wielkopolskim.
Ukończył Wyższą Szkołę Rolniczą w Poznaniu w 1958 r., wykształcenia jest inżynierem technologii. W tym też zawodzie pracował w Sławie i Wschowie, w latach 1969-71 był prezesem Spółdzielni Stolarzy.  Od 1971 pracował w Komitecie Wojewódzkim PZPR w Zielonej Górze, od 1972 sekretarz Komitetu Miejskiego i Powiatowego w Gorzowie Wielkopolskim. 19 grudnia 1973 został wybrany Prezydentem Gorzowa Wielkopolskiego, był nim do 15 czerwca 1978.  Po odwołaniu go wrócił na stanowisko sekretarza KM PZPR, następnie był kierownikiem Wydziału Ekonomicznego KW PZPR, w latach 1981-1990 prezes WZSP w latach 1991-1995 prowadził działalność hurtową, następnie kierował Przedsiębiorstwem „Traper” s.c., zajmującym się organizowaniem polowań dla cudzoziemców. Przez wiele lat pełnił funkcje prezesa Wojewódzkiej Rady Łowieckiej. Kierował też gorzowskim oddziałem Krajowej Partii Emerytów i Rencistów i z jej rekomendacji kandydował bezskutecznie w 2002 r. na prezydenta miasta z listy KWW „Obywatelskie Porozumienie Społeczne”. Zmarł 23 września 2004 r. w Gorzowie. 